# سعد الدين الجباوي
سعد الدين بن يونس بن عبد الله الجباوي (460هـ- 575هـ) أحد أعلام الصوفيين ومؤسس الطريقة السعدية الصوفية.

## مولده ونشأته
ولد في مكة المكرمة عام 460 هـ. حفظ القرآن الكريم ورتله في الحرم المكي وهو في السابعة من عمره، وأتم المرحلة الأولى من تحصيل علومه الدينية لما بلغ اثنتي عشرة سنة وتابع تحصيله وملازمته لوالده الشيخ يونس الشيباني الإدريسي في مجالسه وحلقاته في أروقة الحرم المكي، وحلقات العلماء من مقيمين ومجاورين وزائرين، فحضر دروس التفسير، والحديث والفقه، والتوحيد، على المذهب الشافعي. وكان له عدة أسفار كان أولها باليمن وبلاد المغرب وبلاد الشام وبيت المقدس ومصر، وقيل أنه كان يدون رحلاته وجمعها ولده محمد ورتبها في كتابين الأول : خصصه لرحلاته والثاني : لمروياته.

## مؤلفاته
له مؤلفات عديدة لم تزل مخطوطة ومحفوظة في المكتبات العامة والخاصة ومنها :
1. كتاب الفتوح : يقع في مجلدين من القطع الكبير.
2. كتاب الهواتف (مجلد)
3. كتاب الأخبار.
4. كتاب الوقائع (مجلد)
5. الورد الكبير والأوسط والصغير والورد الفضي
6. حزب الفتوحات – حزب الصفا – حزب الأنوار والتحصين –الورد المسبع والمثلث- مجموعة أوراد الليالي والأيام – صيغ الصلوات على النبي ﷺ.

## وفاته
توفي بقرية جبا بمحافظة القنيطرة في سورية سنة 575 هجرية.

## وصلات خارجية
- الموقع الرسمي للطريقة السعدية